# Ubari
Awbari (àrab: أوباري, Ūbārī o Awbārī) és una ciutat oasi i la capital del districte Wadi Al Hayaa, a la regió de Fezzan, en el sud-oest de Líbia. Es troba en la part de Líbia ocupada pel desert del Sàhara. Va ser la capital de l'antiga baladiyah (districte) anomenada també Awbari, en el sud-oest del país.

## Demografia
La població, segons l'estimació de l'any 2010, era de 24.918 habitants.

## Guerra civil líbia de 2011
Durant la revolta líbia de 2011 la ciutat va ser capturada per les forces del Consell Nacional de Transició el 22 de setembre de 2011. El 19 de novembre de 2011, Saïf al-Islam al-Gaddafi i uns pocs associats a ell van ser capturats i detinguts quan tractaven de fugir a la veïna Níger.